# Sleepers' Reign
Sleepers' Reign is een popgroep uit België. In 2012 bereikte de band de finale van Humo's Rock Rally. Die wisten ze niet te winnen, maar de band won wel de publieksprijs. Het debuutalbum King into delight verscheen in 2016. Sleepers' Reign heeft opgetreden op Pukkelpop en SXSW.

## Biografie

### Oprichting en Humo's Rock Rally (2010-2012)
De band werd in 2010 in Herentals opgericht door jeugdvrienden Lukas Hermans, Ruben Mertens, Orson Wouters, Jasper Verdonck en Sander Stuer. In de beginjaren lag de focus meer op het maken van muziek dan live-optredens. De eerste demo's werden opgenomen in de slaapkamer.
In 2012 deed de band mee met Humo's Rock Rally en belandde in de finale. Ze speelden de eigen nummers King into delight en Crushed before collision, en een cover van Like a rolling stone van Bob Dylan. Hoewel ze verloren van Compact Disk Dummies, wonnen ze wel de KBC-publieksprijs.

### Four dots / Like a rolling stoneenKing into delight(2013-heden)
De single Four dots verscheen op 18 maart 2013. Op 23 mei 2013 speelde de band in het voorprogramma van Daniel Johnston. Van 2014 tot 2016 ondersteunde Sleepers' Reign de tour van John Parish als liveband en speelde de band in het voorprogramma van How to Dress Well in België.
In 2016 speelde Sleepers' Reign in het voorprogramma van Manic Street Preachers. Op 4 maart dat jaar werd het debuutalbum King into delight uitgebracht. Later volgden optredens op Pukkelpop en SXSW.

## Discografie
- Four dots / Like a rolling stone, 2013
- King into delight, 2016